# Pinol
 (signalé en mai 2025).
Si vous disposez d'ouvrages ou d'articles de référence ou si vous connaissez des sites web de qualité traitant du thème abordé ici, merci de compléter l'article en donnant les références utiles à sa vérifiabilité et en les liant à la section « Notes et références ».
- Archive Wikiwix
- Bing
- Cairn
- DuckDuckGo
- E. Universalis
- Gallica
- Google
- G. Books
- G. News
- G. Scholar
- Persée
- Qwant
- (zh) Baidu
- (ru) Yandex
- (wd) trouver des œuvres sur Wikidata

Le pinol est un aliment américain d'origine préhispanique. Cette farine peut être consommée seule, comme sucrerie ou servir de base à une boisson du même nom, qui se boit chaude ou froide. Dans ce cas, il est généralement assaisonné de cacao, de cannelle ou d'anis. Il a le goût de pop-corn au caramel en poudre. Alternativement, il peut être fermenté pour produire du tejuino, une bière peu alcoolisée bue avec du citron, du sel et du piment piquín.
Dans d'autres pays d'Amérique latine, il existe divers produits similaires.

## Origine
Le mot « pinol » vient du terme pinolli (du nahuatl : maïs moulu et torréfié). Dans le Mexique préhispanique, c'était un ingrédient utilisé pour fortifier les boissons, notamment lors de longs voyages à pied. Au XVIe siècle, avec la conquête, les Espagnols utilisèrent le sucre de canne ramené des Antilles pour sucrer ce qu'ils considéraient comme une boisson peu appétissante, donnant finalement forme au pinol que l'on connaît aujourd'hui.

## Culture populaire
Le pinol est mentionné dans certains proverbes mexicains :
- « Tu ne peux pas être fou et manger du pinol. » Il décrit les circonstances dans lesquelles des personnes souhaitent exercer simultanément deux activités incompatibles.
- « Celui qui a plus de salive avale plus de pinol. » Celui qui est le plus intelligent et le plus compétent peut tirer le meilleur parti des choses et des circonstances.
- « Avec quel petit pinol tu tousses ! » Qui se plaint avec très peu d'inconfort.[pas clair]

## Galerie

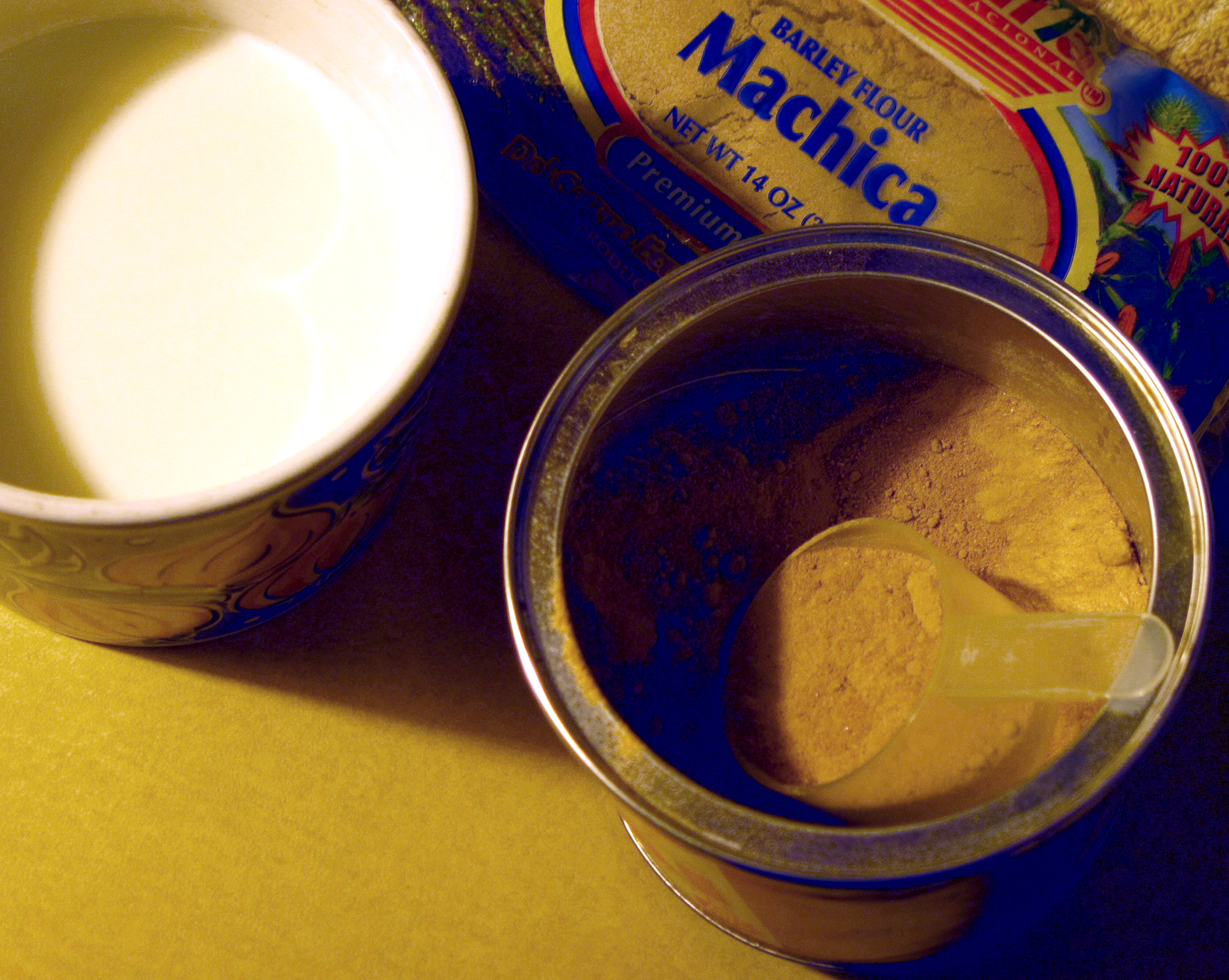
Pinol avec du lait machica.
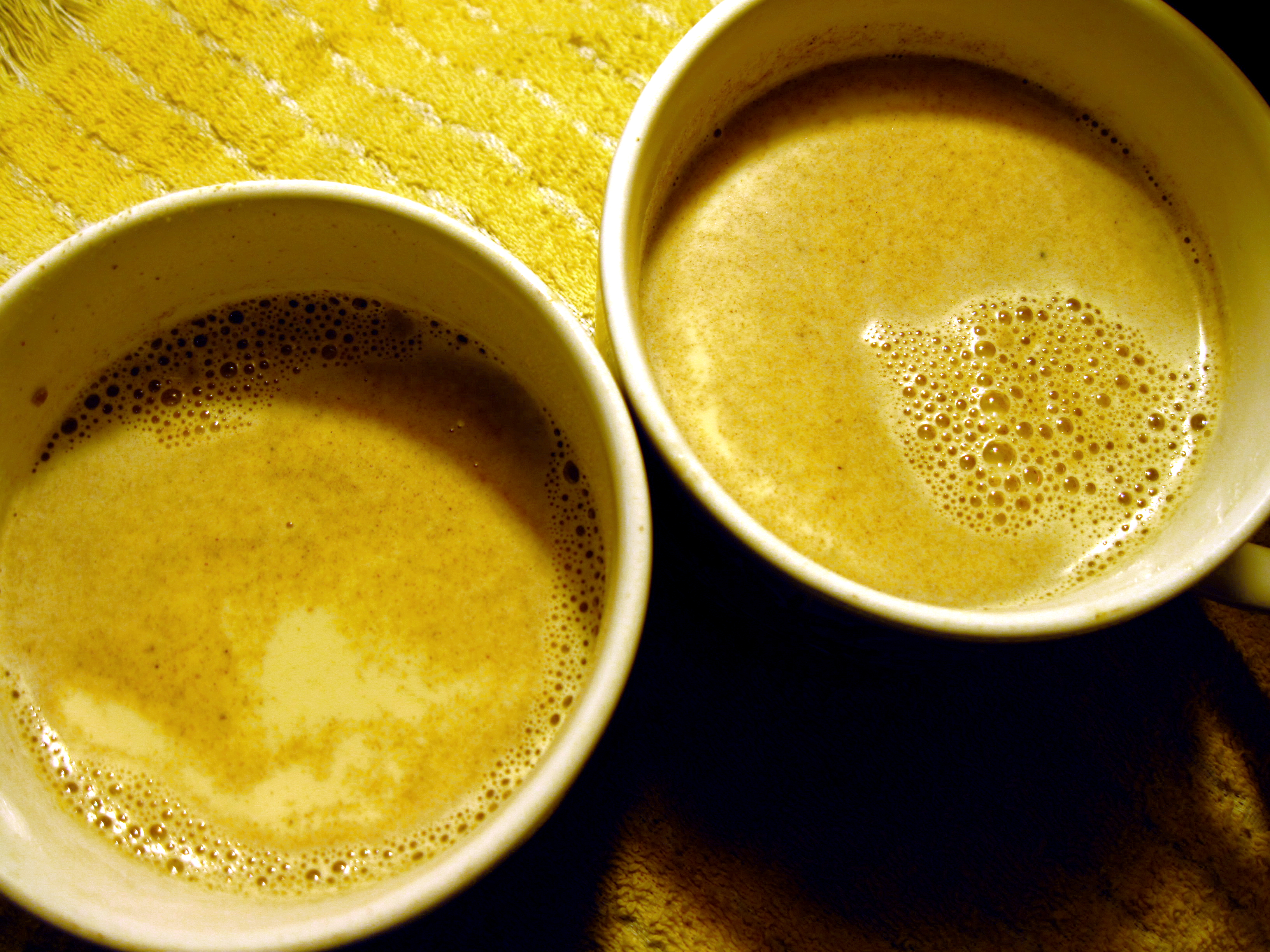
Deux verres de mélange de pinol dans du lait chaud, mélangés de manière presque homogène. Les restes de poudre de pinol flottent à la surface du lait.